# 씨네타운 S
《씨네타운 S》는 인기 팟캐스트 씨네타운 19의 지상파 라디오 버전으로 2013년 SBS 파워FM 봄 개편으로 새로 신설된 라디오 프로그램이다. 매주 일요일 오전 11시 ~ 12시까지 방송되며 현직 SBS 라디오 PD인 김훈종 PD와 이승훈 PD, 이재익 PD가 뭉쳐 전문 영화평론이 아닌 PD들의 눈으로 본 영화를 설명한다. 2019년 7월 7일 SBS 라디오 부분 개편으로 6년만에 폐지되었다.

## 지역 민방 프로그램
KNN 파워FM(부산광역시, 경상남도)을 제외한 나머지는 자체방송을 한다.
| 프로그램                                                   | 지역                                 | 방송국            | 진행자 |
| ---------------------------------------------------------- | ------------------------------------ | ----------------- | ------ |
| 장진영의 뮤직갤러리 (월~금 11:00~11:50, 토~일 11:00~11:52) | 대구광역시, 경상북도                 | TBC Dream FM      | 장진영 |
| TBC 낮 종합뉴스 (월~금 11:50~12:00, 토~일 11:52~12:00)     | 대구광역시, 경상북도                 | TBC Dream FM      | 김다나 |
| 안혜령의 뮤직포에버 (월~금 11:05~12:00, 토~일 11:00~12:00) | 광주광역시, 전라남도                 | kbc My FM         | 안혜령 |
| 뮤직 브런치                                                | 대전광역시, 세종특별자치시, 충청남도 | TJB POWER FM      | 김현지 |
| LOVE FOR YOU                                               | 전라북도                             | JTV MAGIC FM      | 정혜강 |
| 장수정의 언제나 영화처럼 (일 11:00~12:00)                  | 울산광역시                           | ubc Green FM      | 장수정 |
| 11시엔 OST 안정은입니다                                    | 충청북도, 세종특별자치시 일부        | CJB JOY FM        | 안정은 |
| 이정민의 New Power FM                                      | 제주특별자치도                       | JIBS New Power FM | 이정민 |
| 당신의 11시, 박선영입니다                                  | 강원도                               | G1 Fresh FM       | 박선영 |